# Emile Brichard
Emile Brichard (Arsimont, 20 december 1899 – Gerpinnes, 8 juli 2004) was een Belgisch wielrenner. Brichard reed mee in de Ronde van Frankrijk van 1926. Hij was tevens de voorlaatste Belgische veteraan uit de Eerste Wereldoorlog.

## Levensloop
Tijdens de Eerste Wereldoorlog vluchtte Brichard met zijn ouders naar het Engelse Wolverhampton, waar hij aan de slag ging in de oorlogsindustrie in een fabriek waar soldatenlaarzen werden gefabriceerd. Brichard werd in juli 1915 gemobiliseerd en toen ingelijfd bij het medisch corps. Als verpleger verzorgde hij gewonde soldaten in De Panne.
Na de oorlog werd Brichard ondergronds mijnwerker in zijn geboortestreek. Als ontspanning begon hij te koersen en reed meestal wedstrijden in de provincies Namen en Henegouwen. Brichard was geen slecht coureur, maar kon nooit winnen. In 1926 kon hij aan de slag bij de ploeg Alcyon als helper van Adelin Benoît.
Brichard werd geselecteerd voor de Ronde van Frankrijk van dat jaar, die de geschiedenis zou ingaan als de langste ronde ooit verreden. De eerste rit van Évian-les-Bains naar Mulhouse, waarin enkele cols dienden beklommen te worden, werd Brichard al fataal. Op 10 kilometer van de aankomst kreeg hij voor de vijfde maal een lekke band. Omdat Brichard al zijn reservebanden opgebruikt had, diende hij noodgedwongen op te geven.
Daarna bleef hij nog enkele jaren rijden in kermiskoersen en op de piste, terwijl hij tegelijkertijd mijnwerker bleef. In 1930 zette hij een punt achter zijn wielercarrière en begon hij een likeurstokerij met likeur- en wijnhandel.
Brichard verdween in de anonimiteit tot in het begin van de 21e eeuw, toen hij als 104-jarige bekend werd als een van de laatste overgebleven Belgische veteranen uit de Eerste Wereldoorlog. In 2004 gaf Brichard enkele interviews als oudste nog levende Tourdeelnemer naar aanleiding van de doortocht van de Ronde van Frankrijk 2004 van dat jaar in Wallonië. Enkele dagen nadat de Ronde België verlaten had, stierf hij in zijn woonplaats Villers-Poterie, een deelgemeente van Gerpinnes.

## Resultaten in voornaamste wedstrijden
| Jaar | Ronde van Italië | Ronde van Frankrijk | Ronde van Spanje |
| ---- | ---------------- | ------------------- | ---------------- |
| 1926 |                  | opgave              |                  |